# راؤول داني فارغاس
راؤول داني فارغاس (بالإنجليزية: Raul Danny Vargas)‏ هو شخصية أعمال أمريكي، ولد في 21 ديسمبر 1965 في نيويورك في الولايات المتحدة.